# ایستگاه اصلی راه‌آهن سارایوو
ایستگاه اصلی راه‌آهن سارایوو (انگلیسی: Sarajevo main railway station) یک ایستگاه راه‌آهن در شهر سارایوو، بوسنی و هرزگوین است.
این ایستگاه که در سال ۱۸۸۲ تأسیس شده به راه‌آهن سراسری کشور بوسنی متصل است.

## نگارخانه

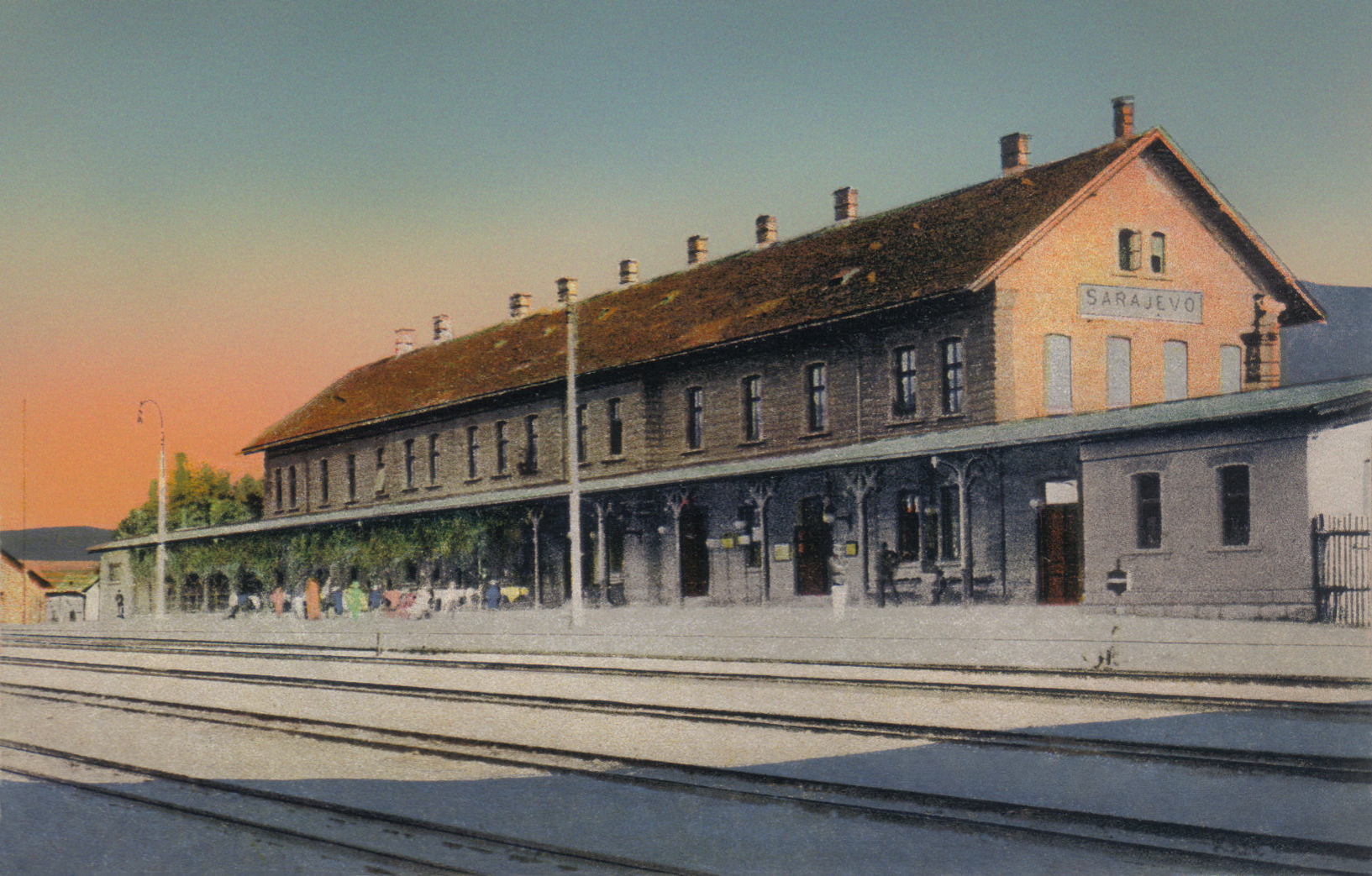
ساختمان اولیه
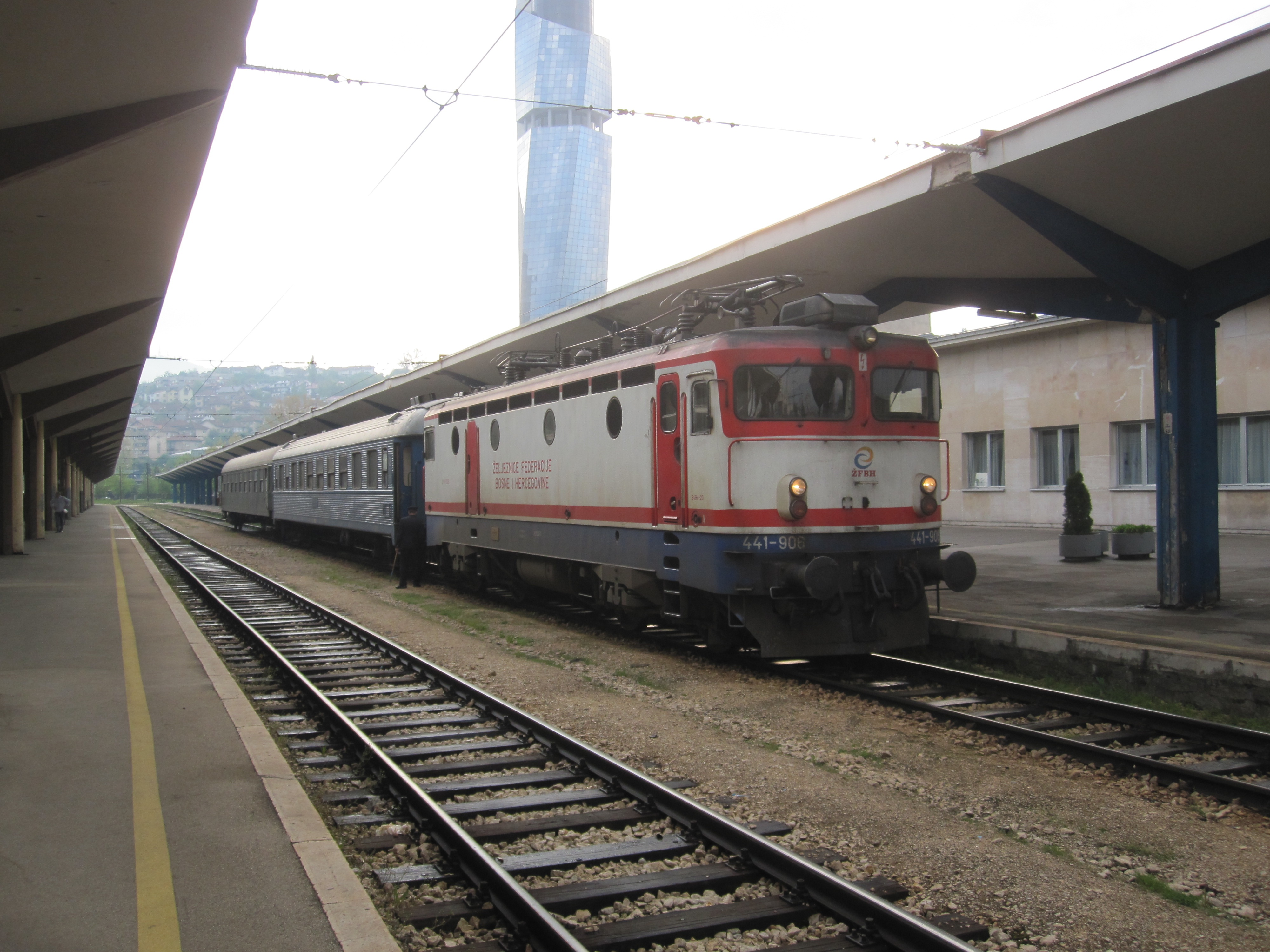
ŽFBH 441.906
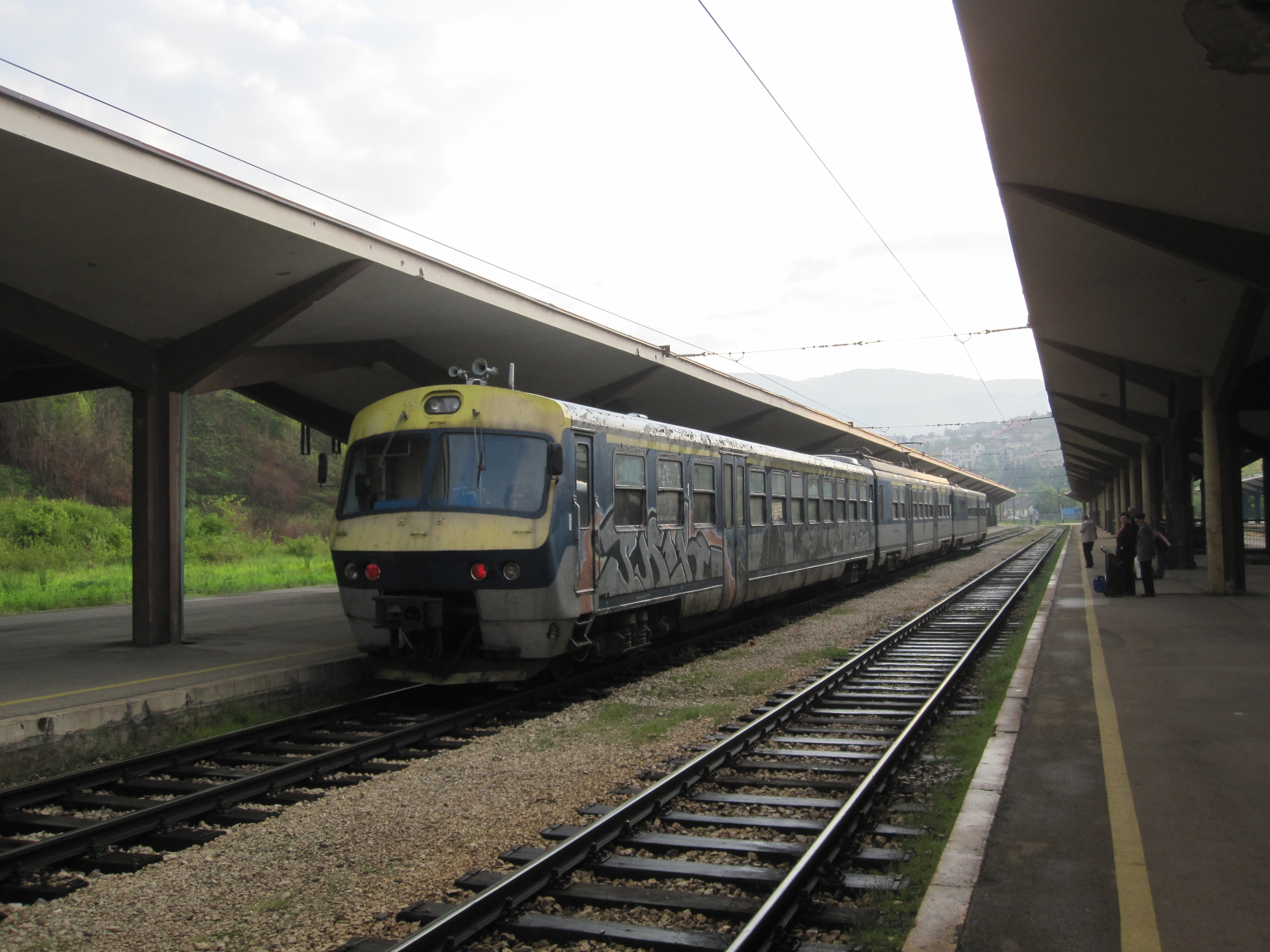
ŽFBH EMU
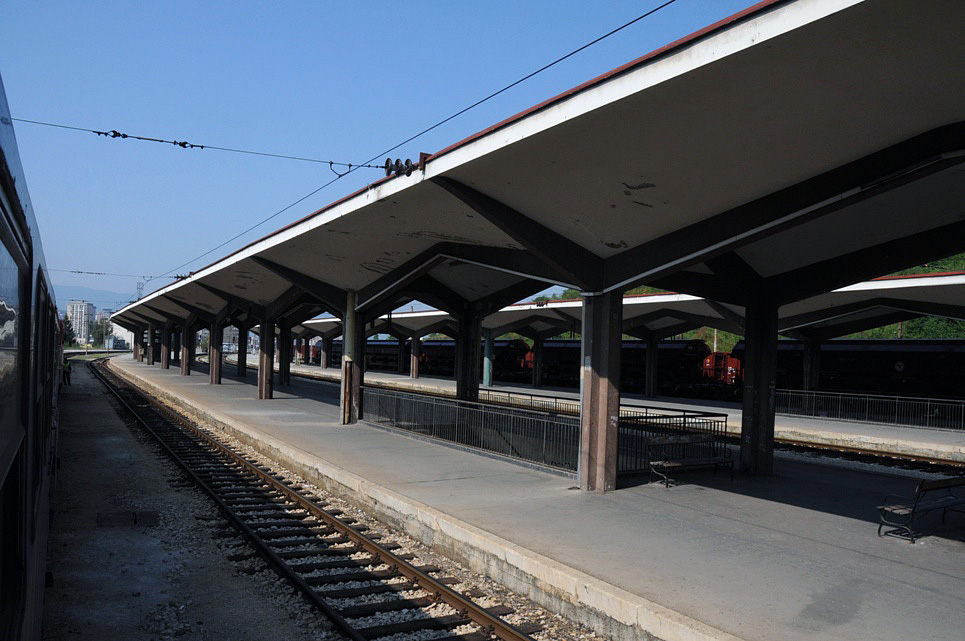
Platforms
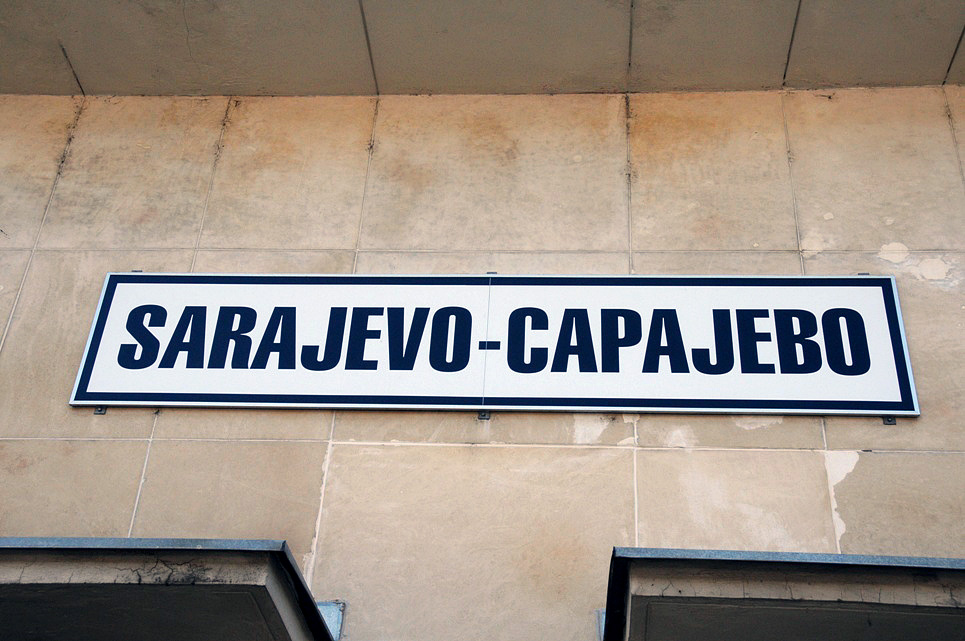
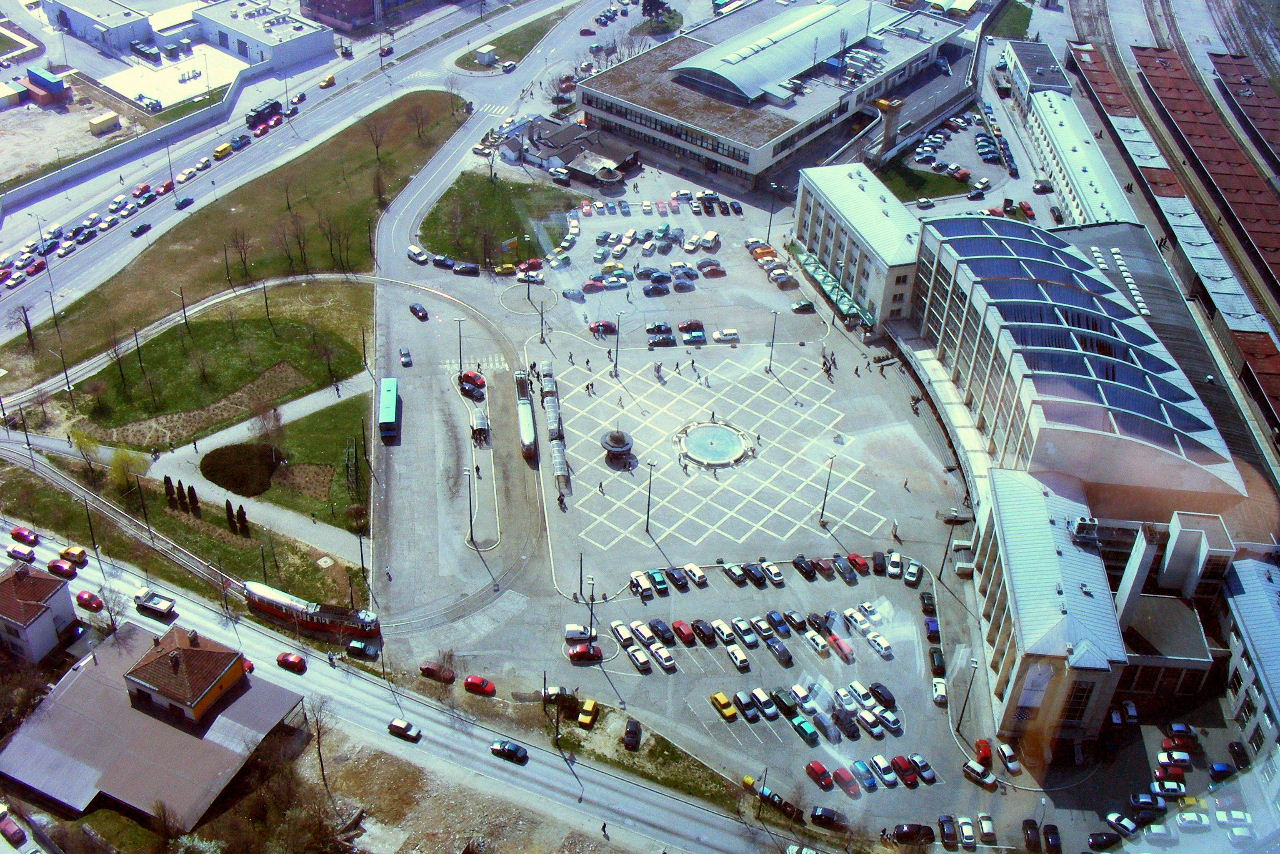
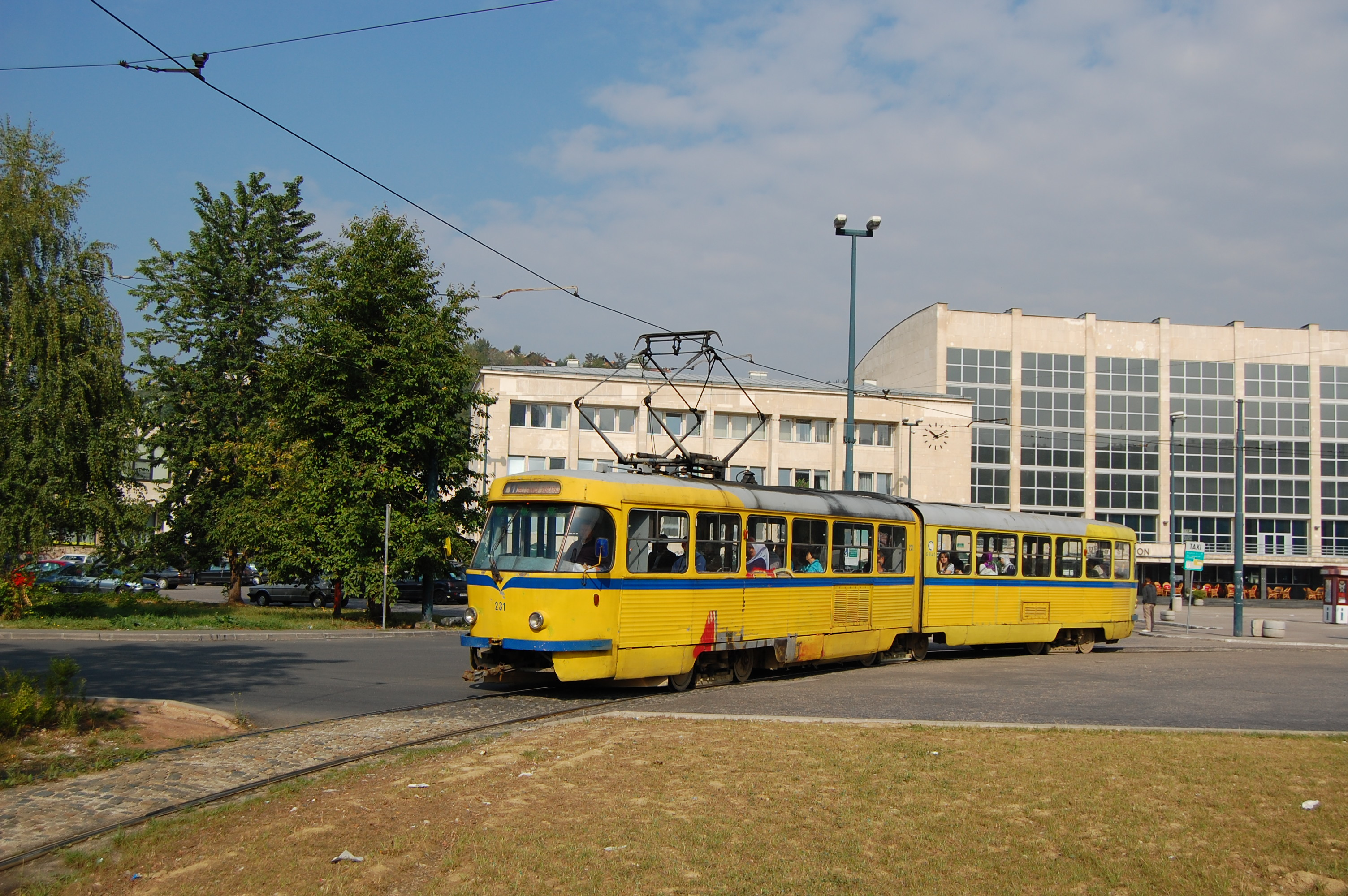
Czechoslovakian Tatra T3 tram
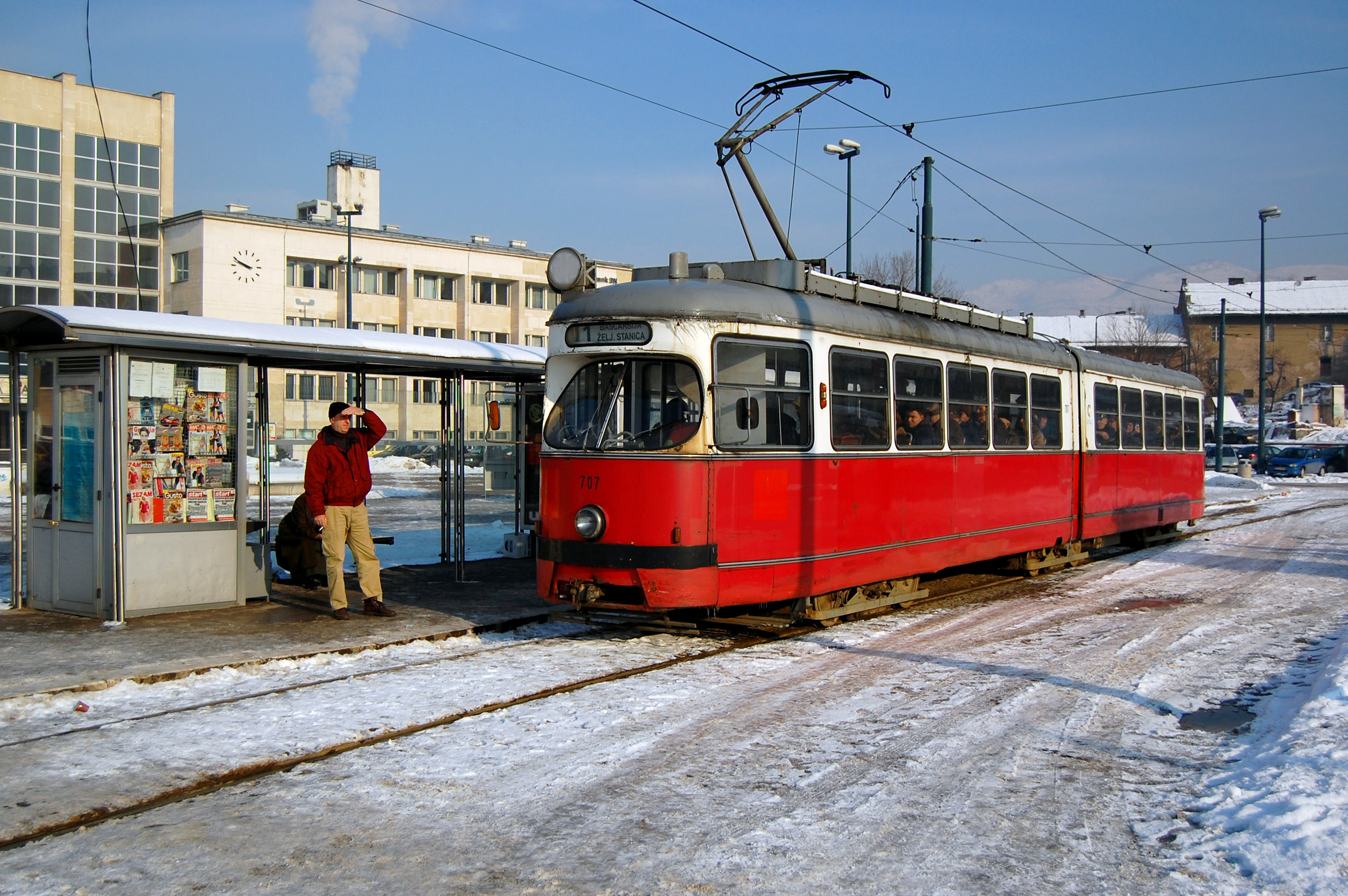
Vienna tram type E